# کرمونا ۴۸۶
کرمونا ۴۸۶ (به انگلیسی: 486 Cremona، نامگذاری:1902JB) چهارصد و هشتاد و ششمین ریزسیاره کشف شده‌است که در ۱۱ مه ۱۹۰۲ و در هایدلبرگ کشف شد.
قدر مطلق این ریزسیاره که برگرد خورشید در گردش است برابر ۱۰٫۸۹ است.